# پلی در دوردست
پلی در دوردست (به انگلیسی: A Bridge Too Far) فیلمی حماسی محصول سال ۱۹۷۷، به کارگردانی ریچارد اتنبرا با بازی درک بوگارد، شان کانری، مایکل کین، جین هکمن، جیمز کان و رابرت ردفورد محصول کشور ایالات متحده آمریکا است. فیلم داستان شکست متفقین در عملیات مارکت گاردن را روایت می‌کند.